# ケビン・ポールセン
ケビン・リー・ポールセン（英語: Kevin Lee Poulsen、1965年 - 、アメリカ合衆国カリフォルニア州パサデナ出身）とはWired.comのニュース編集者でかつてはブラックハットハッカーだった。

## 経歴
ジャーナリストになる前は暗黒のダンテ(Dark Dante)というハンドルネームで1980年代にかけてハッキング活動を行なっていた。日中はSRIインターナショナルに勤務し夜にハッキングをしていた。この間ポールセンは自身のルックピッキングをハイテクなスタントとして披露し教えていたことで最終的にアメリカ合衆国における最も知られたサイバー犯罪者の1人となっていった。
最も知られるハッキング行為はロサンゼルスのラジオ局KIIS-FMに繋がる全ての電話回線を乗っ取ったことで102番目に電話を掛けポルシェ944 S2を賞品として獲得したことである。
FBIがポールセンを追い始めた時、彼は逃亡者として地下に潜っていた。NBCのUnsolved Mysteriesに登場した時には1-800の電話回線が謎の障害を起こしていた。1991年にポールセンは結局逮捕された。1994年6月、メール、電話やコンピュータ詐欺、資金洗浄、司法妨害といった7つの訴因に関して有罪判決を受け、51ヶ月の収監と原状回復のための56,000ドルの罰金を命じられた。この時、クラッキングをしたことでの収監としては最も長い期間だった。
ポールセンは出所後、ジャーナリストとして活動するようになり自身の犯罪歴から袂を分かつ努力をした。その後SecurityFocusというカリフォルニアに拠点を置くセキュリティ調査会社で自身の数あるジャーナリズム能力を発揮し、2000年始めからセキュリティとハッキングに関するニュースを執筆し始めた。飽和したテクノロジーメディア市場で出遅れたのにもかかわらず、ポールセンの在職期間中、SecurityFocus Newsは技術的ニュースの世界で最も知られるようになった。そして会社はシマンテックに買収された。彼によるオリジナルの調査報道は度々主要メディアに取り上げられた。2005年にSecurityFocusを退社し、フリーランスとして独立した執筆のプロジェクトを追求、同年6月にWired Newsの副編集長になり、27BStroke6というブログを運営するようになったが後にThreat Levelにリニューアルされた。

## MySpaceでの調査
2006年10月、ポールセンは子どもとの性行為をするためにMySpaceに登録している性犯罪者 (en) に関する情報をまとめるに成功したとし、このときの744人のMySpaceプロフィール付き登録ユーザー情報の活用で性犯罪者の逮捕にまで至った。

## ブラッドリー・マニング事件での役割
ポールセンはエイドリアン・ラモと共にブラッドリー・マニングの逮捕やマニングに不利なチャットログの公開に関与したとされる。

## 受賞
- 2011 ウェビー賞（国際デジタル芸術科学アカデミー）, Law category, for Threat Level[8]
- 2011 ウェビー賞（国際デジタル芸術科学アカデミー）, People's Voice award, Law category, for Threat Level[8]
- 2010 SANS Top Cyber Security Journalists (SANS Institute)[9]
- 2010, MIN Best of the Web (Magazine Industry Newsletter),[10] Best Blog, for Threat Level[11]
- 2009, MIN Digital Hall of Fame (Magazine Industry Newsletter)[10] Inductee[12]
- 2008, Knight-Batten Award for Innovation in Journalism (J-Lab)[13] Grand Prize[14]

## 著書
- Poulsen, Kevin (2011). Kingpin: How One Hacker Took Over the Billion-Dollar Cybercrime Underground. Crown. ISBN 978-0-307-58868-5
  - ケビン・ポールセン 著、島村浩子 訳『アイスマン : 史上最大のサイバー犯罪はいかに行なわれたか』祥伝社、2012年2月2日。ISBN 978-43-966-5048-3。
- Poulsen, Kevin (2011). Kingpin: The True Story Of Max Butler, The Master Hacker Who Ran A Billion Dollar Cyber Crime Network. Hachette (Australia). ISBN 978-0-7336-2771-2
- Pendulous, Kevin (2011). Haker: Prawdziwa historia szefa cybermafii. Znak (Poland). ISBN 978-83-240-1659-4

## 関連文献
- Jonathan Littman, The Watchman: The Twisted Life and Crimes of Serial Hacker Kevin Poulsen, 1997, publisher: Little, Brown. ISBN 0-316-52857-9